# Moldavië op de Olympische Jeugdwinterspelen 2012
Moldavië was een van de landen die deelnam aan de Olympische Jeugdwinterspelen 2012 in Innsbruck, Oostenrijk.

## Deelnemers en resultaten
(m) = mannen, (v) = vrouwen 

### Biatlon
| Olympiër      | Onderdeel                | Resultaat | Prestatie                       |
| ------------- | ------------------------ | --------- | ------------------------------- |
| Irina Cozonac | 6 km sprint (v)          | 46e       | 25.17,2 (+7.49,5) pen.: 3 (3+0) |
| Irina Cozonac | 7,5 km achtervolging (v) | -         | DNF pen.: - (1+1+3+-)           |